# Ngwenya
Ngwenya é uma cidade do oeste de Essuatíni localizada no distrito de Hhohho. Está situada ao noroeste de Mebabane, às margens da rodovia MR3, nas proximidades da fronteira com a África do Sul.
A cidade é conhecida por suas fábricas de vidro e decoração.